# TSC Schwarz-Gold Göttingen
Der TSC Schwarz-Gold Göttingen (vollständig: Tanzsportclub Schwarz-Gold e. V. im ASC von 1846 Göttingen e. V.) ist ein Tanzsportverein in Göttingen, der als ein Fachbereich zum ASC Göttingen von 1846 gehört. Der Verein bietet neben Turniertanz auch Freizeit- und Breitensport an. Der TSC Schwarz-Gold Göttingen war in der Vergangenheit auch Heimstatt des Standardformationstanzes. Seit Mitte 2021 ist der alleinige Träger für den Formationstanzsport in Göttingen der ASC Göttingen von 1846 e.V.

## Turniertanz für Einzelpaare

### Standardtanz
Die Altersklassenverteilung der Turnierpaare im Verein umfasst Hauptgruppenpaare genauso wie Turnierpaare der Altersklassen Senioren I bis IV in den Leistungsklassen D bis S, die ihr tänzerisches Können regelmäßig auf Turnieren präsentieren.

## Historie der Standardformationen bis 2021

### A-Team

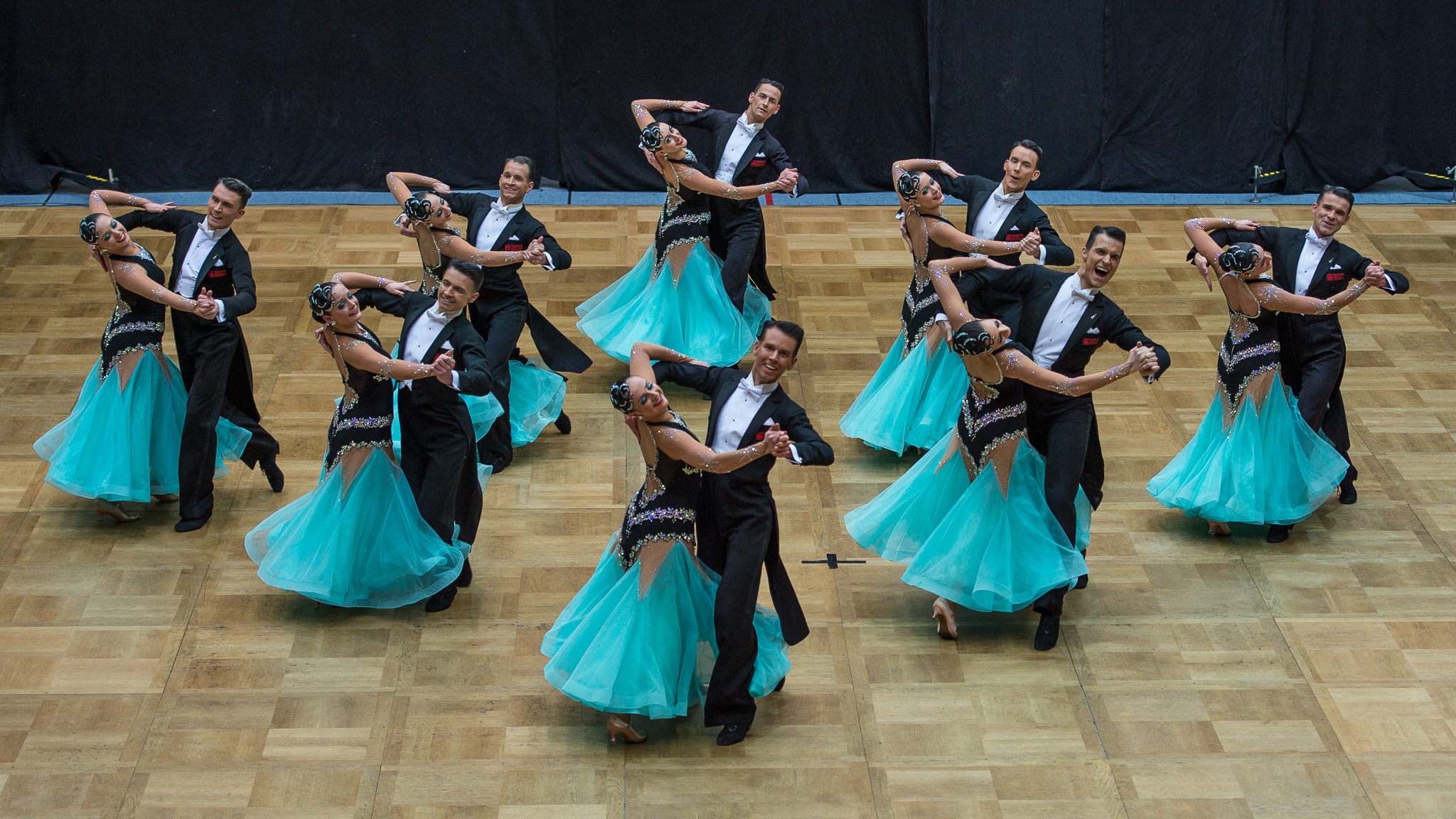
A-Team (Saison 2016/17)

In der Saison 2018/19 belegte die Mannschaft den ersten Platz der Liga und qualifizierte sich so für die Teilnahme an der Weltmeisterschaft der Standardformationen. Hier belegte die Mannschaft den dritten Platz. In der Saison 2019/20 gewann die Mannschaft die Deutsche Meisterschaft und die 1. Bundesliga Standard.
Im Jahre 2021 wurde das gesamte Tanzsport-Team dem neuen Träger ASC zugeordnet, unter welchem sie seit der Saison 2021/22 starten.

### B-Team
In der Saison 2011/12 trat die Mannschaft mit der Choreographie „Romeo & Julia“ in der 2. Bundesliga an und erreichte Platz 3. Durch den Rückzug des A-Teams des OTK Schwarz-Weiß 1922 im Sport Club Siemensstadt im Juli 2012 stieg die Mannschaft nachträglich noch in die 1. Bundesliga Standard auf und trat in den Saisons 2012/13 und 2013/14 erneut mit dem musikalischen Thema „Romeo & Julia“ an. Zur Saison 2015/16 zog der Verein die Mannschaft aus der 1. Bundesliga Standard zurück.

### C-Team
Nachdem in der 2. Bundesliga ein Startplatz für die Saison 2018/19 frei wurde, hätte die Mannschaft als Drittplatzierter des Aufstiegsturniers in die 2. Bundesliga nachrücken können. Der Verein gab die Nachnominierung allerdings aus vereinsinternen Gründen zurück.

## Historie der Lateinformationen
Das Latein A-Team des TSC Schwarz-Gold Göttingen wurde im Mai 2005 gegründet und 2015 aufgelöst. Nach der Saison 2014/15 wurde die Formation mangels Tänzern aus dem Ligabetrieb zurückgezogen.